# 国際自然保護連合
国際自然保護連合（こくさいしぜんほごれんごう、英：International Union for Conservation of Nature and Natural Resources、IUCN）とは、1948年に創設された、国際的な自然保護団体である。
国家、政府機関、NGOなどを会員とする。本部はスイスのグランにある。
日本は1978年に環境庁が日本の政府機関として初めて加盟、1995年に国家会員として加盟した。また、日本国内の18団体（NGOなど）が加盟している。
1993年には、旭硝子財団よりブループラネット賞が贈られた。国連総会オブザーバー資格を取得している。大正大学内に「IUCN日本リエゾンオフィス」が設けられている。ラムサール条約の事務局をになっている。自然遺産候補を専門機関として調査している。

## 組織運営と活動資金

### 組織運営
最高の意思決定機構は世界自然保護会議（英: World Conservation Congres）と称して会長以下、会員団体の総会を4年に一度開き、次の4年間の事業計画と予算を立てる。
主要な統治組織をIUCN評議会と呼び、活動の戦略方向性を与え、方針の課題を協議したり財政と会員増強に関して指針を示す。会長以下、副会長4名（評議員の互選）、監査役、6つの委員会の委員長、8つの法定地域を代表する地域評議員3名ずつに加え、本部を置くスイスから1名が派遣される。2023年7月時点の会長はラザン・アル・ムバラク（アラブ首長国連邦の元アブダビ環境庁長官）。同じく事務総長はブルーノ・オベール、前任者はインガ・アンダーセン。 
事務総長の任命権は評議会にあり、IUCNの管理と事務局運営全般を委嘱する。設立以来、歴代の事務総長を一覧にする。

#### 歴代のIUCN会長

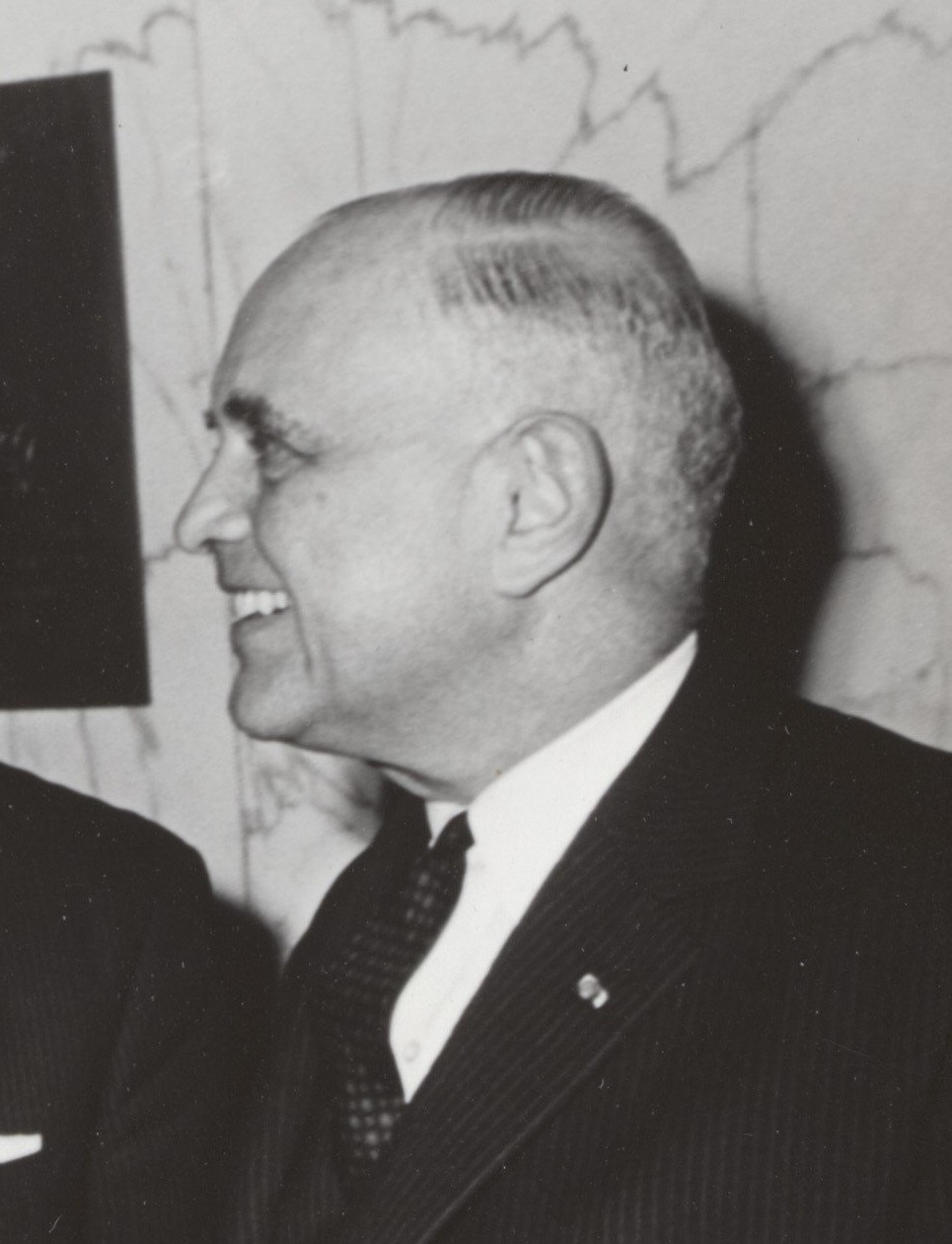
ジャン＝ポール・ハロワ
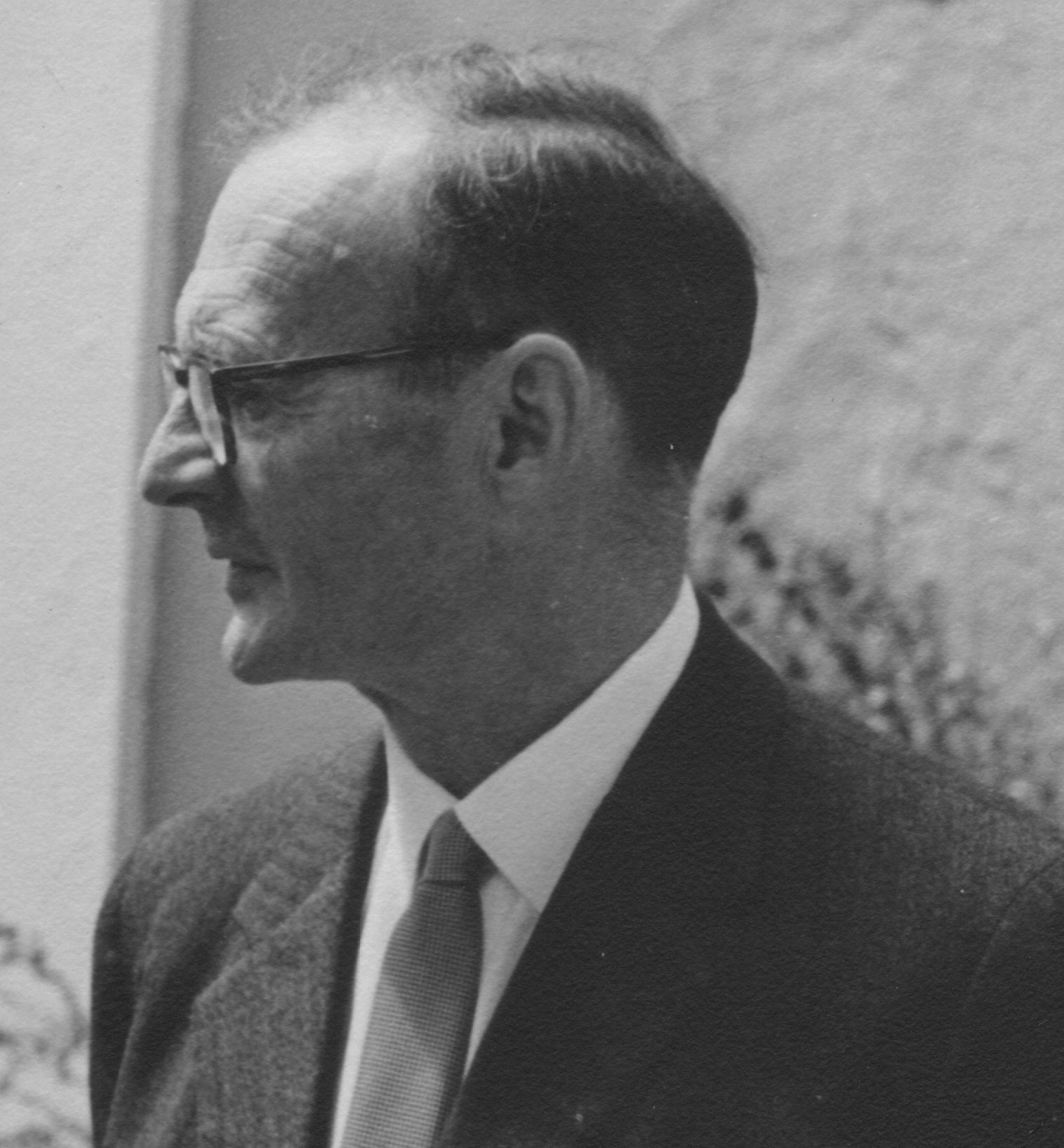
ヒュー・エリオット
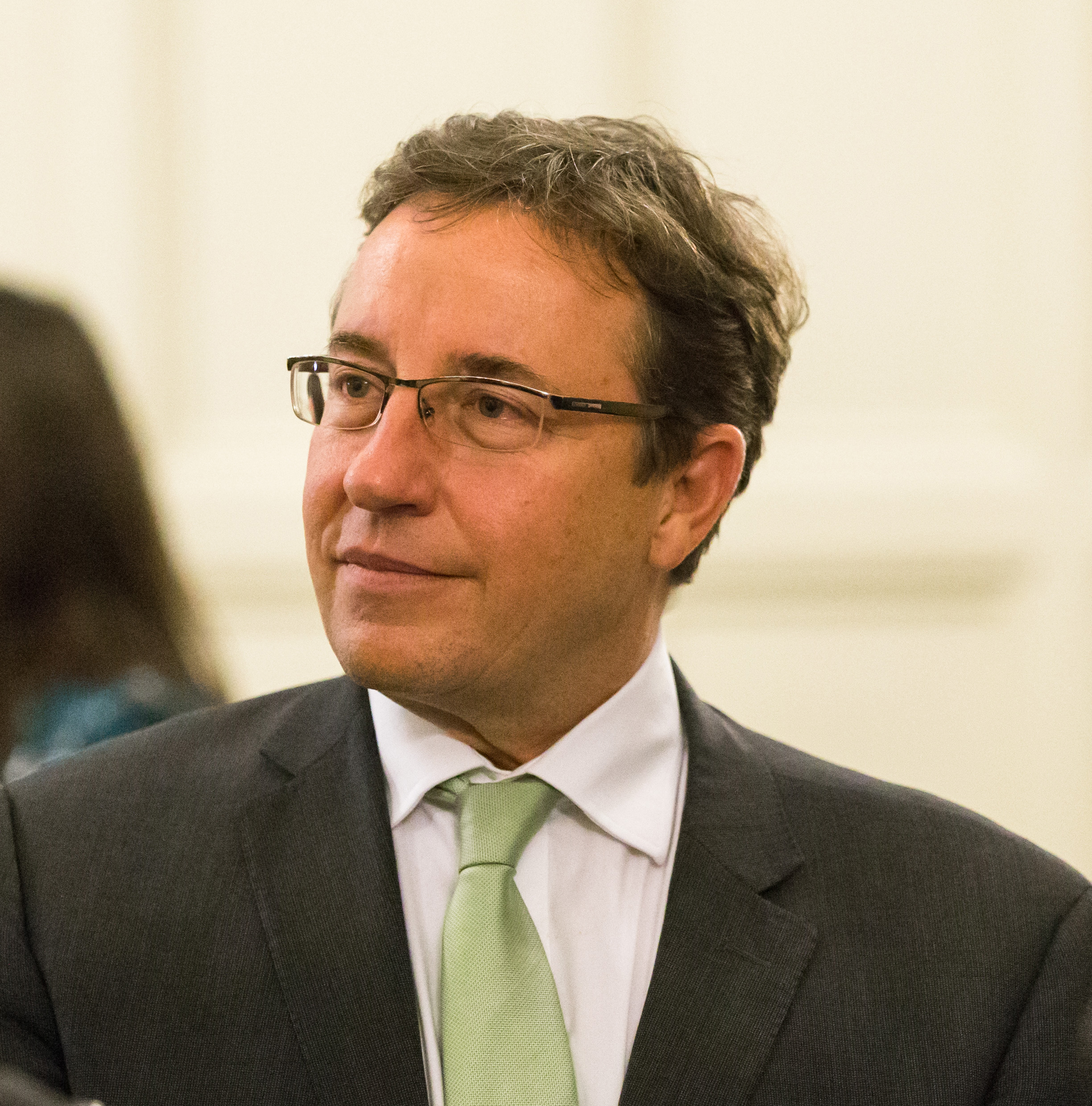
アヒム・シュタイナー
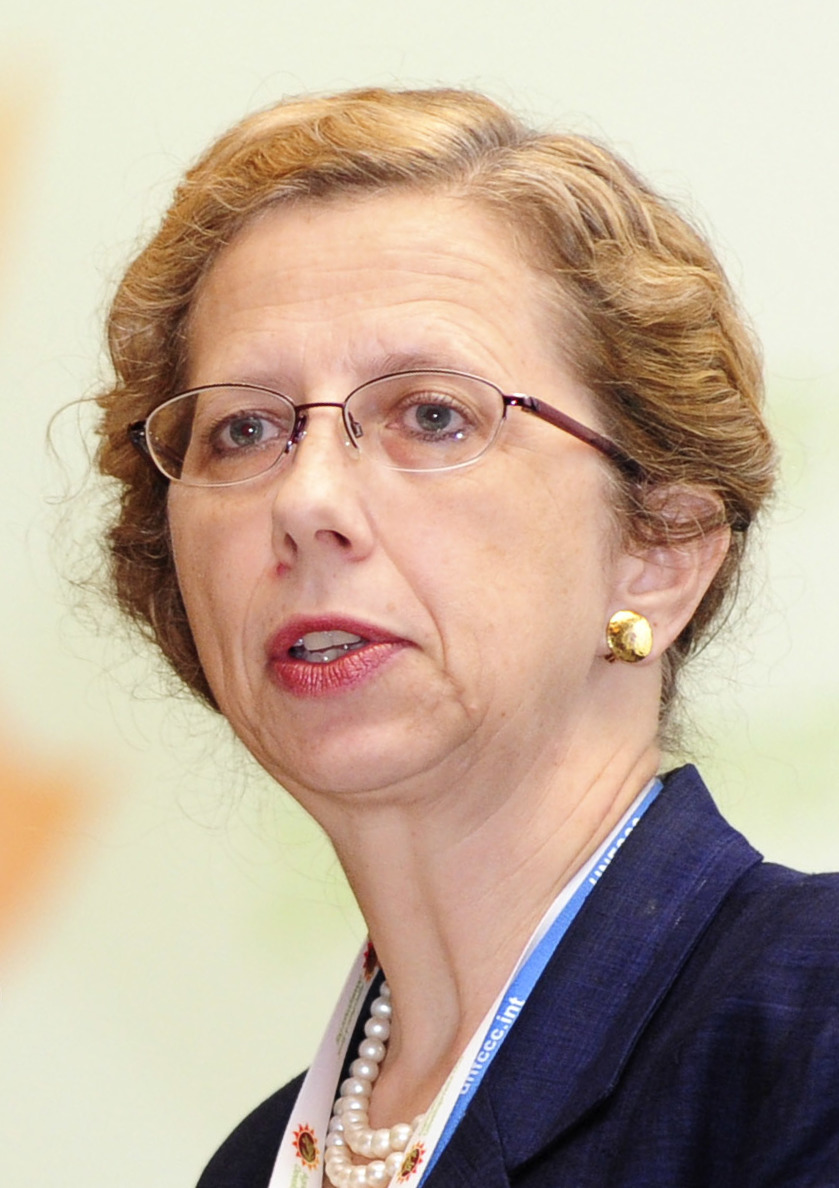
インガ・アンダーセン
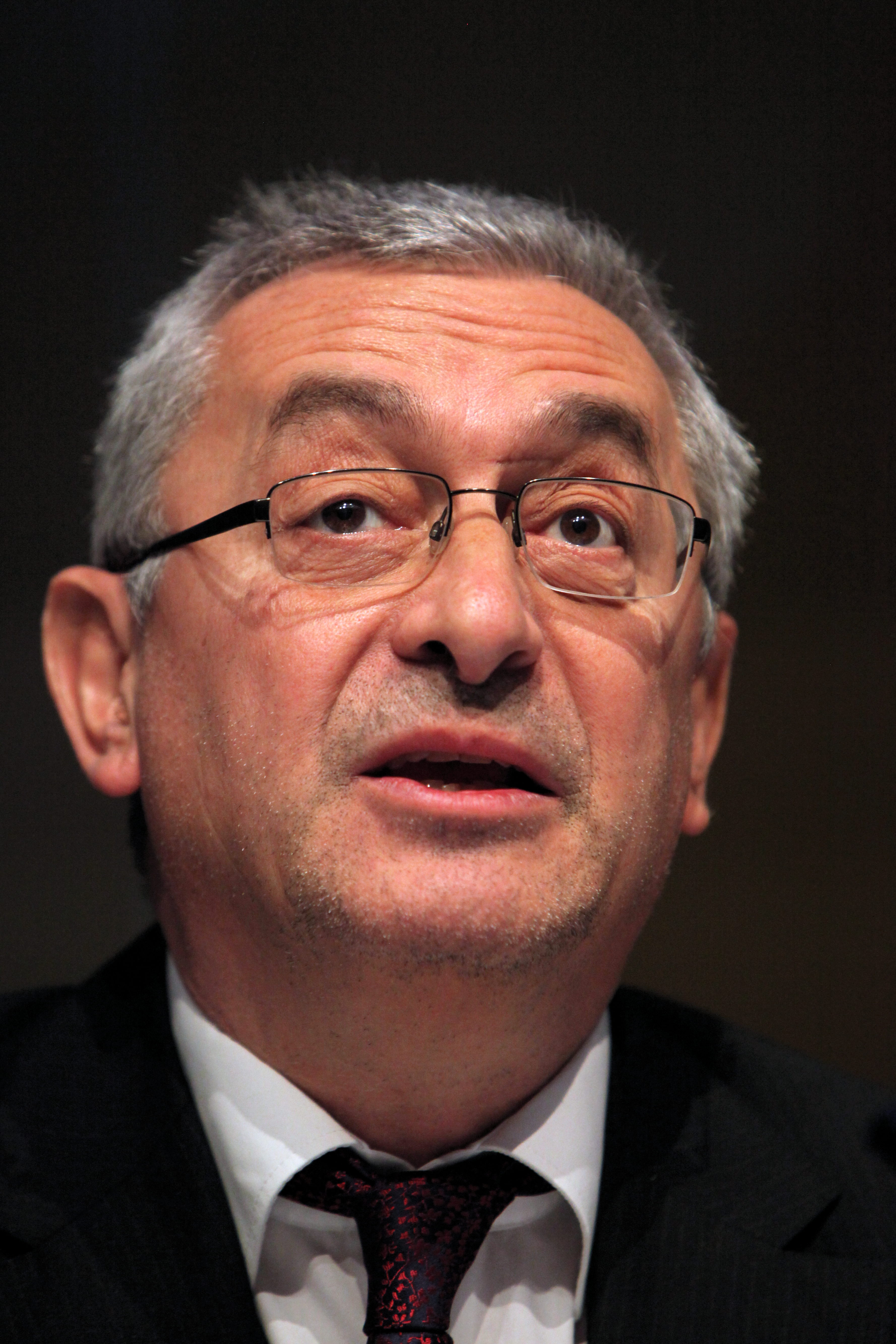
ブルーノ・オベール

| 任期      | 国籍             | 氏名                                         | 出典   |
| --------- | ---------------- | -------------------------------------------- | ------ |
| 1948–1954 | スイス           | Charles Jean Bernard                         | [ 10 ] |
| 1954–1958 | フランス         | ロジェ・エイム                               | [ 10 ] |
| 1958–1963 | スイス           | ジャン・ジョルジュ・ベーア                   | [ 10 ] |
| 1963–1966 | フランス         | François Bourlière                           | [ 10 ] |
| 1966–1972 | アメリカ合衆国   | ハロルド・ジェファーソン・クーリジ・ジュニア | [ 10 ] |
| 1972–1978 | オランダ         | Donald Johan Kuenen                          | [ 10 ] |
| 1978–1984 | エジプト         | ムハンマド・アブデル・ファト・アル・カーサス | [ 10 ] |
| 1984–1990 | インド           | モンコンブ・スワミナサン                     | [ 10 ] |
| 1990–1994 | ガイアナ         | シュリダス・ランファル                       | [ 10 ] |
| 1994–1996 | アメリカ合衆国   | Jay D. Hair                                  | [ 10 ] |
| 1996–2004 | エクアドル       | ヨランダ・カカバドス                         | [ 10 ] |
| 2004–2008 | 南アフリカ共和国 | モハメド・ヴァリ・ムーサ                     | [ 10 ] |
| 2008–2012 | インド           | アショーク・コシュラー                       |        |
| 2012–2021 | 中国             | 章新勝                                       |        |
| 2021–現職 | アラブ首長国連邦 | ラザン・アル・ムバラク                       | [ 6 ]  |

- ジャン＝ポール・ハロワ（英語版）
- ヒュー・エリオット（英語版）
- アヒム・シュタイナー
- インガ・アンダーセン（英語版）
- ブルーノ・オベール（英語版）

## IUCNによる自然保護地域カテゴリー
国際自然保護連合は、世界各国の政府・法人・個人が保護している地域に対して、以下のようなカテゴリー化を行っている。これらのカテゴリーは、保護された自然区域の管理の度合いを示すものである。自然保護地域を国立公園と国立公園以外に分類すると、世界の152の国で国立公園以外の自然保護地域を指定し、その総数は7994件であった（1997年時点）。
厳正保護地域(Ia)
特出したもしくは代表的な生態系や、地理的なもしくは生理学的な特徴あるいは種を有し、原則として科学的研究あるいは環境観察のために開かれている土地あるいは海域。
原生自然地域(Ib)
手つかずもしくはそれに近い状態で保たれていて、その自然の性格と作用を保ち、恒久的あるいは重要な棲息を持たず、その自然状態を保つために保護され運営されている広大な土地あるいは海域。
国立公園(II)
以下を意図した土地あるいは海域の自然地域。
1. 現在のそして未来の世代のために一つあるいはそれ以上の生態系の完全環境を保護すること
2. 私的利用もしくは地域の保護目的に反する土地所有を排除すること
3. 精神的な、学術的な、教育的な、レクリエーション的なそして訪問などの機会ための土台が提供されていて、それが環境的にそして文化的に矛盾していないこと。

天然記念物(III)
その独自の希少性、代表的なもしくは美的な特性、もしくは文化的重要性によって、一つあるいはそれ以上の特出したもしくは独特の価値を持つ、明確な自然のもしくは自然文化の特徴を含む地域。
種と生息地管理地域(IV)
生息動物の保持を確認するためあるいは特定の種の要求を満たすため、運営目的のために精力的な介在に属する土地もしくは海域。
景観保護地域(V)
人間と自然の何代にもわたる交流が、重要で美的な、環境的な、文化的な価値を伴いそして多くは高度に生物学的な多様性を伴った、他では見られないような特徴を持った地域を作り出した海岸や海域を伴った土地。この伝統的交流の完全保護がかかる地域の保護、維持、発展に非常に重要であること。
資源保護地域(VI)
自然生産の持続的流れとコミュニティーの要求を満たすをことを同時に提供している一方で、長期の保護を確保し、生物学的多様性を維持することで運営している、主に手つかずの自然形態を含む地域。
この類型区分に従うと、カテゴリーIV「種と生息地管理地域」は1997年に3764ヵ所で全体の47%を占めた。
以上のようなカテゴリー区分は日本においても行われている。ユネスコの世界遺産に登録された白神山地は、「(Ib)原生自然地域」として分類されている。